# IC 1855
IC 1855 је галаксија у сазвјежђу Ован која се налази на листи објеката дубоког неба у Индекс каталогу.
Деклинација објекта је + 13° 26' 34" а ректасцензија 2h 49m 4,3s. Привидна величина (магнитуда) објекта IC 1855 износи 15,0 а фотографска магнитуда 16,0. IC 1855 је још познат и под ознакама * 12m 20"" s, PGC 1431167.